# Jan Mårtenson (född 1933)
Jan Per Gösta Mårtenson, född 14 februari 1933 i Uppsala, är en svensk diplomat, som även gjort sig känd som  författare av bland annat kriminalromaner. I flera av hans böcker figurerar den fiktive antihjälten och antikhandlaren Johan Kristian Homan. Dessa böcker har kommit ut varje år sedan 1973.
Mårtenson har varit biträdande generalsekreterare för Förenta nationerna (FN) och generaldirektör för FN:s kontor i Genève. 
Han köpte 1985 Åmmebergs herrgård, i Hammars församling vid Vättern och använde den som sommarbostad. Han och hans hustru bor numera i Stockholm.

## Biografi

### Uppväxt och studier
Jan Mårtenson föddes i Uppsala, som son till chefen för Örebro försvarsområde, överste Gösta Mårtenson på Rosta herrgård och Marga Mårtenson, född Brandelius. Genom mormodern, som hette Gumaelius, är Jan Mårtenson ättling till författaren, kyrkoherden och riksdagsmannen Wilhelm Gumælius som var gift med Carolina Geijer, född i släkten Geijer. På grund av faderns militära karriär flyttade familjen ofta under hans barndom.
Efter Karolinska läroverket i Örebro och språkresor till England och Frankrike skrevs han in som befälselev vid Livkompaniet vid Kungliga Upplands regemente som skyttesoldat, vilket följdes av kadettskola och utbildning till reservofficer. 1954 började han studera juridik vid Uppsala universitet för bland andra Henrik Munktell och Halvar G.F. Sundberg. Han var då sedan ett år gift med Birgitta Wigren, med vilken han fick två döttrar. Han engagerade sig i studentlivet på Södermanlands-Nerikes nation och i studentspex,  samt var vice ordförande i Uppsala studentkår och deltog där bland annat i att förmå Gunnar Sträng att avskriva studentlånen med 25%.

### Karriär
Valborgsmässoafton år 1960, då han hunnit ta kandidatexamen, blev Mårtenson uppringd av dåvarande chefen för Utrikesdepartementets personalbyrå, Per Anger, som uppmanade honom att söka in till UD nästföljande vecka. Mårtenson hade tänkt arbeta på Enskilda banken, dit hans familj hade nära band, men blev antagen som attaché den 4 juli, när Östen Undén var utrikesminister. Första utlandsposteringen var under Jens Malling i Rio de Janeiro, där den svenska ambassaden var belägen sedan det varit Brasiliens huvudstad. Mårtenson ankom dit 1961, och råkade hamna precis mitt uppe i militärkuppen mot president Jânio Quadros. Hösten 1963 återkallades han till Stockholm som attaché åt Nobelpristagaren Giorgos Seferis, tills han utsågs till andre man vid Sveriges delegation vid OECD i Paris, först under ambassadör Ingemar Hägglöf och sedan under Carl Henrik von Platen.
År 1965 efterträddes Mårtenson vid OECD av Ulf Dinkelspiel, och hamnade själv vid den svenska delegationen vid FN i New York, där Sverker Åström var ambassadör. Mårtenson verkade där som Ingemund Bengtssons sekreterare, samt fick ansvar för en del av nedrustningsfrågorna. Vid nyåret 1966 förflyttades han till FN-byrån i Stockholm. Året därpå fick han en förfrågan av Alva Myrdal om att bli biträdande direktör vid SIPRI, där han fick ett nära samarbete med Gunnar Myrdal. Samma år gifte han om sig med Ingrid Giertz, dotter till biskop Bo Giertz. Ingrid Giertz var verkställande direktör för Skobranschrådet, och sedan länge involverad i modebranschen i Paris, bland annat hos modehusen Antonio Castillo och Givenchy. Senare blev hon verkställande direktör för Svenska Moderådet.
När Ingemund Bengtsson blev jordbruksminister, var Mårtenson anställd vid jordbruksdepartementet, och fick ansvaret för FN:s miljökonferens i Stockholm 1972. 
År 1975 kom Mårtenson till Kungliga Hovstaterna där han utsågs till kung Carl XVI Gustafs handsekreterare, efter Carl-Fredrik Palmstierna, och presstalesman, med titeln chef de cabinet. Han fungerade då som kungens talskrivare, och medföljde på ett par statsbesök, bland annat till Sovjetunionen 1978. 
Den 5 juni 1979 blev han biträdande generalsekreterare i FN, efter Rolf Björnerstedt. I den egenskapen hade Mårtenson hand om nedrustningsfrågorna i FN vid Centret för nedrustning, under generalsekreteraren Kurt Waldheim, och efter 1981 under Javier Pérez de Cuellar. Han tillfrågades av Pérez de Cuellar om att bli chef de cabinet, direkt underställd generalsekreteraren, men posten gick honom förbi – ryktesvägen fick han höra att Anders Thunborg låtit meddela att Sverige inte önskade honom i den befattningen, vilket dock tillbakavisats av UD. 1983 omorganiserades nedrustningscentret, och Mårtenson fick då posten som undergeneralsekreterare för den nya avdelningen Department for Disarmament Affairs (DDA). Han var då samordnare för FN:s andra årtionde mot rasism och rasdiskriminering.
År 1987 blev Mårtenson generaldirektör för FN:s kontor i Genève, efter Eric Suy. Där fick han också ansvar för FN:s centrum för de mänskliga rättigheterna, och för att företräda generalsekreteraren i Europa. Hösten 1992 hade han uppdrag för Unesco att utreda flyktingbarnens situation i Slovenien och Kroatien. 1993 utnämndes han till svensk ambassadör i Bern, vilket han var till 1996, då han återvände till UD, där han blev kvar till sin pensionering.

### Författarskap
Mårtenson debuterade som poet 1970 med samlingen 32 om kärlek, och året därpå som romanförfattare med Telegrammet från San José. Som pensionär har han ägnat sig åt författarskap och utgivit en rad kulturhistoriska böcker, liksom han varje år sedan 1973 årligen även utgivit en lättsam detektivroman med antikhandlaren Johan Kristian Homan som amatördetektiv.
Han installerades 1978 som hedersledamot vid Södermanlands-Nerikes nation i Uppsala.
Mårtenson var värd i Sommar i P1 den 6 juli 1978 samt den 17 juli 1989.

### Homandeckare
- 1973 – Helgeandsmordet
- 1974 – Drakguldet
- 1975 – Demonerna
- 1976 – Häxhammaren
- 1977 – Döden går på museum
- 1978 – Döden går på cirkus
- 1979 – Vinprovarna
- 1980 – Djävulens hand
- 1981 – Döden gör en tavla
- 1982 – Middag med döden
- 1983 – Vampyren
- 1984 – Guldmakaren
- 1985 – Häxmästaren
- 1986 – Rosor från döden
- 1987 – Den röda näckrosen
- 1988 – Neros bägare
- 1989 – Mord i Venedig
- 1990 – Akilles häl
- 1991 – Ramses hämnd
- 1992 – Midas hand
- 1993 – Gamens öga
- 1994 – Tsarens guld
- 1995 – Karons färja
- 1996 – Caesars örn
- 1997 – Högt spel
- 1998 – Det svarta guldet
- 1999 – Häxan
- 2000 – Mord på Mauritius
- 2001 – Ikaros flykt
- 2002 – Mord ombord
- 2003 – Dödligt svek
- 2004 – Ostindiefararen
- 2005 – Döden går på auktion
- 2006 – Den kinesiska trädgården
- 2007 – Spionen
- 2008 – Dödssynden
- 2009 – Palatsmordet
- 2010 – Mord i Havanna
- 2011 – Safari med döden
- 2012 – Mord i blått
- 2012 – Jubileumsmord  (elva Homan noveller)
- 2013 – Den grekiska hjälmen
- 2014 – Juvelskrinet
- 2015 – Medicis ring
- 2016 – Silverapostlarna
- 2017 – Elakt spel
- 2018 – Den engelske kusinen
- 2019 – Dödligt hot
- 2020 – I skuggan av Etna
- 2021 – Se döden på dig väntar
- 2022 – Mord i lönndom
- 2023 – Tsaren
- 2024 – Svarta affärer

Tre av Homandeckarna (Guldmakaren, Häxmästaren och Ostindiefararen) utspelar sig kring sekelskiftet 1800, med Johan Kristian Homans förfader Johan Sebastian Homan som huvudperson.

### Övriga böcker
- 1970 – 32 om kärlek (lyrik)
- 1971 – Telegrammet från San José
- 1971 – Tre Skilling Banco
- 1972 – Nobelpristagaren och döden
- 1978 – Släkten är bäst (originalupplagan under pseudonymen Klara Kvist)
- 1982 – Utsikt från min trappa
- 1985 – Drottningholm – slottet vid vattnet (essäer)
- 1986 – Sverige (tillsammans med andra)
- 1989 – Slottet i staden (essäer)
- 1991 – Arvfurstens palats (essäer) (tillsammans med Alf Åberg)
- 1994 – Kungliga svenska konstnärer (tillsammans med andra)
- 1994 – Mord och mat (recept)
- 1997 – Residens – Svenska EU-ambassader
- 1997 – Sofia Albertina – en prinsessas palats (essäer) (tillsammans med Ralf Turander)
- 2000 – Att kyssa ett träd (memoarer)
- 2002 – Mord i Gamla stan
- 2003 – Mord på menyn
- 2005 – Beridna högvakten (tillsammans med Ralf Turander)
- 2007 – Kungliga Djurgården (tillsammans med Ralf Turander)
- 2013 – Oss håller inga bojor, oss binder inga band!  (tillsammans med Susanne Giraud)
- 2015 – Ridkonsten i Sverige – historien om hästarna, Strömsholm och mästarna